# Anthony Robert Alistair Noel
Anthony Robert Alistair Noel (* 19. Januar 1927 in London, England, Vereinigtes Königreich; † 1. Juni 1984 in Pietermaritzburg, KwaZulu-Natal, Südafrika), manchmal auch als A. R. A. Noel zitiert, war ein britisch-südafrikanischer Hochschullehrer, Botaniker und Pflanzensammler.

## Leben
Noel war der Sohn von Captain John Andrew Vernatti Noel und seiner Frau Marion Shanks Wylie. Nach dem Besuch der Grammar School in Enfield, studierte er ab 1945 an der University of London, wo er 1949 den Bachelor of Science erlangte. 1965 wurde er an derselben Institution zum Ph.D. promoviert. Von 1949 bis 1952 war er Lecturer in Botanik an der University of Nottingham. 1953 kam er nach Südafrika, wo er bis 1958 Dozent an der Rhodes-Universität war. Im selben Jahr heiratete er Marthina Cornelia Rousseau (1926–2005), die als Schriftstellerin tätig war. Aus dieser Ehe ging ein Sohn (* 1958) hervor. Von 1959 bis 1966 war er Dozent an der University of Rhodesia. Von 1967 bis zu seinem Tod im Jahr 1984 war er zunächst Senior Lecturer und später außerordentlicher Professor an der Abteilung für Botanik der Universität von Natal in Pietermaritzburg. 
Noel hat zur Literatur auf den Gebieten der Ökologie, Pflanzenanatomie und Morphologie beigetragen. 1960 war er neben Anthony R. H. Martin Co-Autor des Werks The Flora of Albany and Bathurst. Er hat ungefähr 2600 Herbarexemplare im Ostkap, Rhodesien (Simbabwe), Botswana und Mosambik gesammelt, die im Herbarium der Rhodes-Universität (RUH), im Selmar Schonland Herbarium, Makhanda, sowie im National Herbarium and Botanic Garden in Harare aufbewahrt werden.
Noel war Mitglied der International Association for Plant Tissue Culture and Biotechnology, der Royal Microscopical Society, der International Association of Wood Anatomists, der South African Genetics Society, der South African Association of Botanists, der Microscopy Society of Southern Africa sowie der Royal Horticultural Society.